# DIGIDOGHEADLOCK
『DIGIDOGHEADLOCK』（デジドッグヘッドロック）は、日本のロックバンドであるTHE MAD CAPSULE MARKET'Sの7枚目のオリジナル・アルバム。
1997年9月26日にビクターエンタテインメントのSPEEDSTAR RECORDSレーベルからリリースされた。セルフカバー・アルバム『THE MAD CAPSULE MARKET'S』（1996年）を経て前作『4 PLUGS』（1996年）よりおよそ1年8か月ぶりにリリースされた作品であり、作詞および作曲はKYONOおよびTAKESHI"￥"UEDA（上田剛士）が担当、プロデュースはTHE MAD CAPSULE MARKET'S名義となっている。
ギター担当のISHIG∀KIが脱退を受けて3人編成の状態で初めて制作されたアルバムとなった。レコーディングスタジオの環境に問題があったことから音の仕上がりに違和感が発生した他に、様々なトラブルによりレコーディングが難航したことを後年メンバーは述べている。本作では表現の幅を広げるために全英語詞による楽曲が増加しており、可能な限りシンプルで少ない言葉で歌詞が構成され、また上田の意向により前向きな言葉が多く使用されている。
本作はオリコンアルバムチャートにおいて最高位第14位となった。本作からは先行シングルとして「SYSTEMATIC.」がシングルカットされた他、「CRASH POW」および「CREATURE」がリカットされた。

## 背景
セルフカバー・アルバム『THE MAD CAPSULE MARKET'S』（1996年）リリース後、ギター担当のISHIG∀KIがバンドを脱退する。脱退の理由に関して上田剛士は「価値観の違いというか、自分らが向いてる方向性と彼の行きたい方向性が違ったという。『PARK』作って自分らがやりたい方向が見えて、『4 PLUGS』に向かってく時に、彼だけちょっと違った。それまでは自分らでもはっきりわかってなかったから一緒にやれてたのが、はっきりしたからやれなくなったというか」、「ちょっとずつ考え方が違ったから、一緒にやる相手ではないなっていうのがはっきりしたってことだよね」と述べている。その後ISHIG∀KIに代わりサポートギタリストとして元THE STAR CLUB所属のTORUxxxが参加することになった。
1996年12月10日には、初の主催イベント「MAD HOUSE」を開催。1997年3月14日には、テキサス・オースティンで行われたイベントライブ「SXSW'97」に参加。その後レイジ・アゲインスト・ザ・マシーンの初来日公演として行われた、7月24日の松下IMPホール公演および25日の赤坂ブリッツ公演に参加しオープニングアクトを担当した。26日には富士天神山スキー場にて行われたイベントライブ「フジロックフェスティバル'97」に参加、初の外部主催イベントライブへの参加となった。同時期にビクターエンターテインメントのInvitationからSPEEDSTAR RECORDSへとレーベルを移籍。移籍第一弾としてシングル「SYSTEMATIC.」を8月21日にリリース。9月にはニューヨークでのイベントライブ「CMJ'97」に参加し、本作レコーディングを同時期に行っている。
上田は同時期の状況について「何しろライブ。ライブをすごいやりたい時期だったよね。3人になってTORUにサポートってカタチで手伝ってもらうようになって。すごく自分らの方向性がシンプルにわかって、もう迷いなくそっちに向かってってる感じだった」、「だんだんライブが楽しくなってきた感じはあったよね。やりたいことがはっきりしてたから、演奏することが楽しかった」と述べている。6枚目のアルバム『4 PLUGS』（1996年）のミックス・ダウンのために訪れたサンフランシスコにおいて、KYONOは現地の理髪店にて髪型を丸刈りに変更し、さらに「フジロックフェスティバル'97」参加時にはスキンヘッドになっており、その理由について「なんかすっきりしていいな」と述べている。レイジ・アゲインスト・ザ・マシーンの来日公演においては同バンドの楽屋を訪れており、ティム・コマーフォードが上田の弾き方を真似することや、ザック・デ・ラ・ロッチャが風邪を患っていたためにともに昼食に行くことが出来なかったエピソードをメンバーは述べている。

## 録音、制作
本作はEGGS & SHEPスタジオおよびビクター山中湖スタジオ、スタジオジャイブにてレコーディングが行われ、横浜のランドマークスタジオにてミックス・ダウンが行われた。ビクター山中湖スタジオにおけるレコーディングは1997年5月24日まで行われ、一度はレコーディングが終了したもののメンバーが冷静になって聴き直した結果、アンサンブルへの違和感から再度部分的な録り直しが行われた。メンバーの中でも上田が最も完成品をシビアに判断しており、録音するたびに変更点を加えていた結果とりとめがない状況に陥ったと上田は述べている。後年のインタビューにおいて上田は当時レーベル移籍なども含めて自身が望む方向に進むことが可能となり、レコード会社側も協力姿勢を見せるようになったことで恵まれた時期ではあったものの、本作の制作は難航したとも述べている。
メンバーによればレコーディングスタジオは雨漏りが起きる環境であり、部屋で寝ていると上から水が大量に降ってくる、停電が発生するなどのトラブルに見舞われ、KYONOは音質が湿っている感覚があったと述べている。また歌も含めて録音した音に違和感を覚えたともKYONOは指摘し、「歌とか録り直したいぐらいの感じだった。他のアルバムと比べても、ちょっと録り音がおかしいの、様子が（笑）。TAKESHIの声もそうだし。それはマイクのせいなのか卓が壊れてたせいなのかわかんないんだけど」と述べている。
MOTOKATSUは本作のレコーディングに関して「いろいろ辛いことがあった。エンジニアの人となかなか上手く行かなくて。エンジニアの人もちょっと悩んじゃってね」と述べている。MOTOKATSUは後にリリースされたベスト・アルバム『1997-2004』（2004年）収録のリミックスされた音源に対し、「ミックスし直したらめちゃめちゃよかった（笑）。音さえちゃんとなってればやっぱりいい作品なんだよ、だからもったいないって」と述べている。

## 音楽性と歌詞
本作のタイトルについて上田は「適当に、全然意味もなく…。あまり、何でもよかったんだけど」と述べるなど特別な意味はなく思いつきで決定しており、MOTOKATSUは「冗談みたいな感じで出たんだけど、なんかこれカッコイイなみたいな。別に意味は全然ない」と述べている。歌詞について上田は「長いのはあまり作れないし、好きじゃない」と述べており、本作において英語詞が過去作よりも増加していることについては「言葉が違うと乗り方とかが変わって来るんで、ちょっと面白いかなというとこではあるし。表現が日本語で表現するよりも広がる部分もあるし、日本語でしか表現出来ないものももちろんあるんだけど」と述べている。また上田は言葉と音が上手く絡み合っている状態が望ましいと述べており、歌詞ばかりが目立ちすぎることや歌詞が雑すぎることは楽曲として面白くないと述べている。上田は過去作についてすでに興味を失っていると述べており、完成した段階で意識が先に行ってしまうために本作についても完成直後にすでに不備が見えている状態であると述べている。
さらに歌詞について上田は「前よりも前向きな詞を書きたいなあと思って」、「あんまり言葉を多くしたくなかったですね。シンプルで、ある言葉を連打するっていうか。その曲の重要な部分っていうか、それだけでなるべく行きたいなあと思ったんで」と述べている。音楽誌『ROCKIN'ON JAPAN』1997年10月号において、前作『4 PLUGS』がTHE MAD CAPSULE MARKET'Sの集大成であり頂点とも言える作品であるとインタビュアーから指摘された上田は、「あれをやって、自分のやりたい事がまた明確に見えてきたから。もっともっと音がわかるようになってきたし、それこそリズム感っていうかパワー感だったり。やっぱ音が面白くないと自分で面白くないんで」と述べている。また同誌にてインタビュアーが4枚目のアルバム『MIX-ISM』（1994年）収録の「オルゴヲル」、5枚目のアルバム『PARK』（1994年）収録の「公園へあと少し」、前作収録の「ノーマルライフ」などが情緒的あるいは叙情的な楽曲であると指摘、そのような楽曲が本作には収録されていないと問われた上田は「今回入れなかったっていうか、出て来なかったって事は、今そういうのが自分の中で必要ないんじゃないかな。まあ、勿論そういうのも自分の中にはあると思うんだけど、それを出すか出さないかっていう意味で」と述べている。

## リリース、アートワーク、チャート成績
本作は1997年9月26日にビクターエンタテインメントのSPEEDSTAR RECORDSレーベルからCDにてリリースされ、初回限定盤はデジパック仕様となっていた。またLPレコードも同時リリースされているが、6曲のみの収録となっている。本作からは同年8月21日に先行シングルとして「SYSTEMATIC.」がシングルカットされた他、11月21日に「CRASH POW」および「CREATURE」がリカットされた。シングル「SYSTEMATIC.」に収録されたリミックス・バージョンについては計画的なものではなく、シングルをリリースするに当たってそのままでは面白味がないことからリミックスすることを検討、結果としてaudio activeに依頼することになり、MOTOKATSUによるリミックス・バージョンは空き時間にプログラマーと遊びで制作していたものであると上田は述べている。
本作は1998年7月2日にJVC Musicからイギリスにて、同年10月27日にWhat's Upからアメリカ合衆国にてリリースされた。海外版は各国バージョンによってジャケットの配色およびボーナストラックが異なっている。本作のアートワークはメジャー・デビューから前作まで長らく担当したサカグチケンではなく、土井宏明が担当している。ジャケットデザインはオカモトケンジが担当し、犬の頭や大量の兵器がCGで描かれたメカニカルなキャラクターおよびイメージは、同バンドのシンボル的存在として後年リリースされた作品においても継承された。本作収録曲では「SYSTEMATIC.」のみミュージック・ビデオが制作されており、リリース当時は商品化されていなかったがDVD『OSC-DIS VIDEO』（2002年）にボーナストラックとして初めて収録された。
本作はオリコンアルバムチャートにおいて最高位第14位の登場週数5回で売り上げ枚数は5.0万枚となった。本作の売り上げ枚数はTHE MAD CAPSULE MARKETSのアルバム売上ランキングにおいて第6位となっている。本作を受けたコンサートツアーは「DIGIDOGHEADLOCK TOUR」と題し、同年10月2日の新宿リキッドルーム公演を皮切りに11月9日の新潟フェイズ公演まで14都市全17公演が実施された。また翌年には「DIGIDOGHEADLOCK TOUR'98」と題し、1998年5月19日の名古屋ダイアモンドホール公演から5月30日の札幌ペニーレイン24公演まで6都市全6公演が行われた。

## 批評
| 専門評論家によるレビュー | 専門評論家によるレビュー |
| レビュー・スコア         | レビュー・スコア         |
| 出典                     | 評価                     |
| ------------------------ | ------------------------ |
| CDジャーナル             | 肯定的                   |
| ローチケHMV              | 肯定的                   |

音楽情報サイト『CDジャーナル』では、「聴いた感じは超ハイパーなデジタル・ロック」でありながら人力による演奏がメインであり機械による演奏があくまで二次的なものであると指摘、その理由について打ち込みよりもMOTOKATSUによるドラムス演奏が優れているからであると結論付けた上で「モノが違えば発想も違う。格違いの傑作」と絶賛した。音楽情報サイト『ローチケHMV』では、本作が「ハイパーなデジロック」であるとリスナーに対して印象付けておきながらも実は人間の手による打ち込みであることについて「驚くべき仕掛けのある1枚」と指摘、本作以前について「よりハードな生音が聴けるこれ以前の作品」と位置付けた上で本作以降THE MAD CAPSULE MARKET'Sがデジタルサウンドに移行していったことについて言及し、「絶妙なバランスで繋ぐ移行期の大作。柔軟なアイディアと技量があってこその完成度」」と肯定的に評価した。

## 収録曲

### CD
- CDブックレットに記載されたクレジットを参照[13]。

| #         | タイトル                                         | 作詞              | 作曲              | 編曲                     | 時間  |
| --------- | ------------------------------------------------ | ----------------- | ----------------- | ------------------------ | ----- |
| 1.        | 「CRASH POW」                                    | TAKESHI "￥" UEDA | TAKESHI "￥" UEDA | THE MAD CAPSULE MARKET'S | 3:38  |
| 2.        | 「SYSTEMATIC.」                                  | TAKESHI "￥" UEDA | TAKESHI "￥" UEDA | THE MAD CAPSULE MARKET'S | 4:17  |
| 3.        | 「WHAT!」                                        | KYONO             | TAKESHI "￥" UEDA | THE MAD CAPSULE MARKET'S | 3:11  |
| 4.        | 「WATER」                                        | TAKESHI "￥" UEDA | TAKESHI "￥" UEDA | THE MAD CAPSULE MARKET'S | 3:43  |
| 5.        | 「HAVE NO FEAR」                                 | KYONO             | KYONO             | THE MAD CAPSULE MARKET'S | 2:45  |
| 6.        | 「SICKLY BUG」                                   | TAKESHI "￥" UEDA | TAKESHI "￥" UEDA | THE MAD CAPSULE MARKET'S | 3:21  |
| 7.        | 「JMP」                                          | TAKESHI "￥" UEDA | TAKESHI "￥" UEDA | THE MAD CAPSULE MARKET'S | 3:37  |
| 8.        | 「3.31」                                         | KYONO             | KYONO             | THE MAD CAPSULE MARKET'S | 4:28  |
| 9.        | 「ASPHALT-BEACH」                                | TAKESHI "￥" UEDA | TAKESHI "￥" UEDA | THE MAD CAPSULE MARKET'S | 3:40  |
| 10.       | 「LOSE IT」                                      | KYONO             | TAKESHI "￥" UEDA | THE MAD CAPSULE MARKET'S | 4:15  |
| 11.       | 「FREAK IS BORN」                                | KYONO             | KYONO             | THE MAD CAPSULE MARKET'S | 1:17  |
| 12.       | 「Do JUSTICE TO YOURSELF Do JUSTICE TO MY LIFE」 | TAKESHI "￥" UEDA | TAKESHI "￥" UEDA | THE MAD CAPSULE MARKET'S | 2:20  |
| 13.       | 「CREATURE」                                     | TAKESHI "￥" UEDA | TAKESHI "￥" UEDA | THE MAD CAPSULE MARKET'S | 4:19  |
| 合計時間: | 合計時間:                                        | 合計時間:         | 合計時間:         | 合計時間:                | 44:51 |

| #   | タイトル                              | 作詞              | 作曲              | 編曲                 | 時間  |
| --- | ------------------------------------- | ----------------- | ----------------- | -------------------- | ----- |
| 14. | 「SYSTEMATIC. (Audio Active Remix)」  | TAKESHI "￥" UEDA | TAKESHI "￥" UEDA | Audio Active         | 5:53  |
| 15. | 「CRASH POW (Alec Empire Remix)」     | TAKESHI "￥" UEDA | TAKESHI "￥" UEDA | アレック・エンパイア | 10:31 |
| 16. | 「CREATURE (Digital Hardcore Remix)」 | TAKESHI "￥" UEDA | TAKESHI "￥" UEDA | アレック・エンパイア | 4:39  |

| #   | タイトル                             | 作詞              | 作曲              | 編曲                 | 時間 |
| --- | ------------------------------------ | ----------------- | ----------------- | -------------------- | ---- |
| 14. | 「CRASH POW (Digital Hardcore Mix)」 | TAKESHI "￥" UEDA | TAKESHI "￥" UEDA | アレック・エンパイア | 4:18 |

### LP
| #  | タイトル        | 作詞              | 作曲              | 編曲                     | 時間 |
| -- | --------------- | ----------------- | ----------------- | ------------------------ | ---- |
| 1. | 「CRASH POW」   | TAKESHI "￥" UEDA | TAKESHI "￥" UEDA | THE MAD CAPSULE MARKET'S | 3:38 |
| 2. | 「SYSTEMATIC.」 | TAKESHI "￥" UEDA | TAKESHI "￥" UEDA | THE MAD CAPSULE MARKET'S | 4:17 |
| 3. | 「WATER」       | TAKESHI "￥" UEDA | TAKESHI "￥" UEDA | THE MAD CAPSULE MARKET'S | 3:43 |

| #  | タイトル          | 作詞              | 作曲              | 編曲                     | 時間 |
| -- | ----------------- | ----------------- | ----------------- | ------------------------ | ---- |
| 1. | 「ASPHALT-BEACH」 | TAKESHI "￥" UEDA | TAKESHI "￥" UEDA | THE MAD CAPSULE MARKET'S | 3:40 |
| 2. | 「LOSE IT」       | KYONO             | TAKESHI "￥" UEDA | THE MAD CAPSULE MARKET'S | 4:15 |
| 3. | 「CREATURE」      | TAKESHI "￥" UEDA | TAKESHI "￥" UEDA | THE MAD CAPSULE MARKET'S | 4:19 |

## スタッフ・クレジット
- CDブックレットに記載されたクレジットを参照[14]。

### THE MAD CAPSULE MARKET'S
- KYONO – ボーカル
- TAKESHI "￥" UEDA – ベース、ギター、プログラミング、ボーカル
- MOTOKATSU – ドラムス、プログラミング

### 参加ミュージシャン
- TORUxxx (LONDS OF THREE) – ギター（9曲目除く）、バッキング・ボーカル
- 草間敬 – プログラミング
- 藤田タカシ (DOOM) – バッキング・ボーカル
- J.MILES (WHAT'S UP? MUSIC) – バッキング・ボーカル
- MAYUKI – スクリーミング

### 録音スタッフ
- THE MAD CAPSULE MARKET'S – プロデューサー
- ギャリー・スタウト – ミキシング・エンジニア
- 瀬山淳一（EGGS & SHEPスタジオ） – レコーディング・エンジニア
- 中島次郎（EGGS & SHEPスタジオ） – アシスタント・エンジニア
- 村上正信 – アシスタント・エンジニア（ビクタースタジオ）
- 徳永陽一 – アシスタント・エンジニア（セディックスタジオ）
- 佐藤宏明 – アシスタント・エンジニア（ランドマークスタジオ）
- 山崎和重 – マスタリング・エンジニア（ビクタースタジオ）
- HIRO – ドラム・サウンド・コーディネーション
- 大町あきら – ベース&ギター・サウンド・コーディネーション
- 八島順一 – インストゥルメント・テク
- ジョージ・カックル – 翻訳、英語ボーカルディレクション
- KATSUYA (NUMB NUMB DREXEL) – 翻訳

### 制作スタッフ
- 木宮保雄（ユイ音楽工房） – A&R
- 横田直樹（ビクター・スピードスター） – A&R
- 田中義則（ユイ音楽工房） – マネージメント
- 斎須敏治（ユイ音楽工房） – マネージメント
- 曽根功（ユイ音楽工房） – マネージメント
- MAYUKI（ユイ音楽工房） – マネージメント
- よこやまふみこ（ユイ音楽工房） – マネージメント・デスク
- 小野朗（ビクター・スピードスター） – プロモーション・ヘッド・スタッフ
- 田中智子（ビクター・スピードスター） – プロモーション・デスク
- 山本雅美（ビクター・スピードスター） – セールス・ヘッド・スタッフ
- 後藤由多加（ユイ音楽工房） – エグゼクティブ・プロデューサー
- 高垣健（ビクター・スピードスター） – エグゼクティブ・プロデューサー

### 美術スタッフ
- 土井宏明 (POSITRON) – アート・ディレクション
- オカモトケンジ – コンピュータグラフィックス
- KABOU – 写真提供
- 富岡克文（ビクターデザインセンター） – ビジュアル・コーディネーション
- すがいようこ（ビクターデザインセンター） – ビジュアル・コーディネーション

### その他スタッフ
- LONDS OF THREE – サンクス
- DOOM – サンクス
- 有島博志 – サンクス
- ANIKI HARA – サンクス
- CISCO AOKI – サンクス
- AUDIO ACTIVE – サンクス
- 山根克巳 (LIQUIDROOM) – サンクス
- フェンダー・ジャパン – サンクス
- LUDWIG・野中貿易 – サンクス
- エレクトロ・ハーモニクス – サンクス
- モリダイラ楽器 – サンクス
- おおもりしゅうじ（水野コーポレーション） – サンクス

## チャート
| チャート         | 最高順位 | 登場週数 | 売上数  | 出典  |
| ---------------- | -------- | -------- | ------- | ----- |
| 日本（オリコン） | 14位     | 5回      | 5.0万枚 | [ 2 ] |

## リリース日一覧
| No. | 地域           | リリース日     | レーベル                 | 規格   | カタログ番号 | 備考                                          | 出典          |
| --- | -------------- | -------------- | ------------------------ | ------ | ------------ | --------------------------------------------- | ------------- |
| 1   | 日本           | 1997年9月26日  | ビクター／スピードスター | CD     | VICL-60072   | ジャケット背景が赤                            | [ 11 ] [ 15 ] |
| 2   | 日本           | 1997年9月26日  | ビクター／スピードスター | LP     | VIJL-60006   | 6曲のみ収録                                   | [ 16 ]        |
| 3   | イギリス       | 1998年7月2日   | JVC Music                | CD     | JVC 9036-2   | ジャケット背景が黄色、ボーナストラック3曲収録 | [ 17 ]        |
| 4   | アメリカ合衆国 | 1998年10月27日 | What's Up / Cipher       | CD     | WU 6340-2    | ジャケット背景が紫、ボーナストラック1曲収録   | [ 18 ]        |
| 5   | 日本           | 2013年1月15日  | ビクター／スピードスター | AAC-LC | -            | デジタル・ダウンロード                        | [ 19 ]        |